# Projekt 1176
Projekt 1176, mit dem Decknamen „Akula“ (russisch „Акула“ für „Hai“; NATO-Bezeichnung:  Ondatra-Klasse), ist eine Klasse von kleinen Landungsbooten der Sowjetischen Marine, die im Kalten Krieg entwickelt und noch bis 2009 von der Russischen Föderation gebaut wurde.

## Aufbau
Projekt 1176 hat ein 13,7 × 3,9 Meter großes Transportdeck, das die vorderen 2/3 der Bootslänge einnimmt und über eine Rampe am Bug verfügt. Dahinter befindet sich ein kleiner Brückenaufbau mit Steuerstand und darunter der Maschinenraum mit zwei Dieselmotoren.
Obwohl die Boote einen einzelnen Kampfpanzer transportieren können, sind sie in erster Linie zum Transport von Soldaten geplant und gehören damit zur gleichen Gruppe wie das amerikanisch-britische Landing Craft, Vehicle, Personnel oder kurz „LCVP“ aus dem Zweiten Weltkrieg.
Die Boote konnten auch von den großen Landungsschiffen des Projekts 1174 aus eingesetzt werden, um Truppen, Fracht und Fahrzeuge an Land zu setzen.

## Einheiten
25 Fahrzeuge des Projekts 1176 wurden von vier Werften zwischen 1971 und 2009 gebaut. Die Fahrzeuge erhielten keine Namen, sondern Nummern, und das Präfix „D“ (russisch „д“). Ein Boot wurde an die Ukraine abgegeben, zwei an Georgien und eines an den Jemen. 2008 waren 19 Boote ausgemustert und teilweise abgebrochen. Zwei russische Landungsboote, ein Projekt 1176 sowie ein Projekt 11770, wurden am 10. November 2023 mit ukrainischen Seedrohnen angegriffen und versenkt.